# Careproctus georgianus
Careproctus georgianus és una espècie de peix pertanyent a la família dels lipàrids.

## Hàbitat
És un peix marí, de clima polar (53°S-56°S) i demersal que viu entre 85 i 285 m de fondària.

## Distribució geogràfica
Es troba a l'illa de Geòrgia del Sud.

## Observacions
És inofensiu per als humans.